# Europa Clipper
Europa Clipper è una missione spaziale interplanetaria della NASA per l'esplorazione di Europa, satellite di Giove. La sonda studierà Europa tramite una serie di sorvoli durante la sua orbita intorno a Giove. Fino al 7 marzo 2017 la missione era stata sviluppata sotto il nome di Europa Multiple Flyby Mission.
La missione è il seguito di una serie di studi fatti dalla sonda Galileo durante i suoi 8 anni di esplorazione gioviana, grazie ai quali si scoprì l'esistenza di un oceano sotto la crosta di Europa. In un primo momento erano stati concessi piani di invio di una sonda verso Europa attraverso progetti costosi come l'Europa Orbiter e il Jupiter Icy Moons Orbiter, nei quali una sonda sarebbe stata mandata in orbita attorno ad Europa. Tuttavia, a causa degli effetti negativi delle radiazioni causate dalla magnetosfera gioviana nell'orbita di Europa, è stato deciso che sarebbe stato meno rischioso immettere la sonda in un'orbita ellittica attorno a Giove per effettuare decine di sorvoli ravvicinati della luna. 
La missione è un progetto tra il Jet Propulsion Laboratory (JPL) e l'Applied Physics Laboratory (APL), e verrà condotta assieme al Jupiter Icy Moons Explorer (JUICE) dell'ESA, che eseguirà sorvoli ravvicinati di Callisto prima di entrare in orbita attorno a Ganimede. Il lancio di JUICE (avvenuto il 14 aprile 2023) è stato pianificato un anno e mezzo prima di quello dell'Europa Clipper e arriverà nel sistema gioviano nel 2031, dopo Europa Clipper, che lanciata da un vettore più potente arriverà nel sistema gioviano nel 2030.
Europa Clipper è una sonda di 6 tonnellate di cui 3,5 t di carico scientifico costituito da 9 strumenti forniti da JPL, APL, Southwest Research Institute, Università del Texas, Università dell'Arizona e Università del Colorado a Boulder.
Il lancio della sonda è avvenuto il 14 ottobre 2024 a bordo di un Falcon Heavy di SpaceX. La sonda è stata lanciata in una configurazione completamente non riutilizzabile del Falcon Heavy, per consentirle di lasciare l'orbita terrestre alla massima velocità possibile, abbreviando il lungo viaggio verso il sistema solare esterno. Europa Clipper è la più massiccia sonda mai costruita dalla NASA per missioni interplanetarie; effettuerà un fly-by con Marte nel marzo del 2025, e successivamente con la Terra nel dicembre 2026, per arrivare nel sistema gioviano nell'aprile 2030.

## Storia

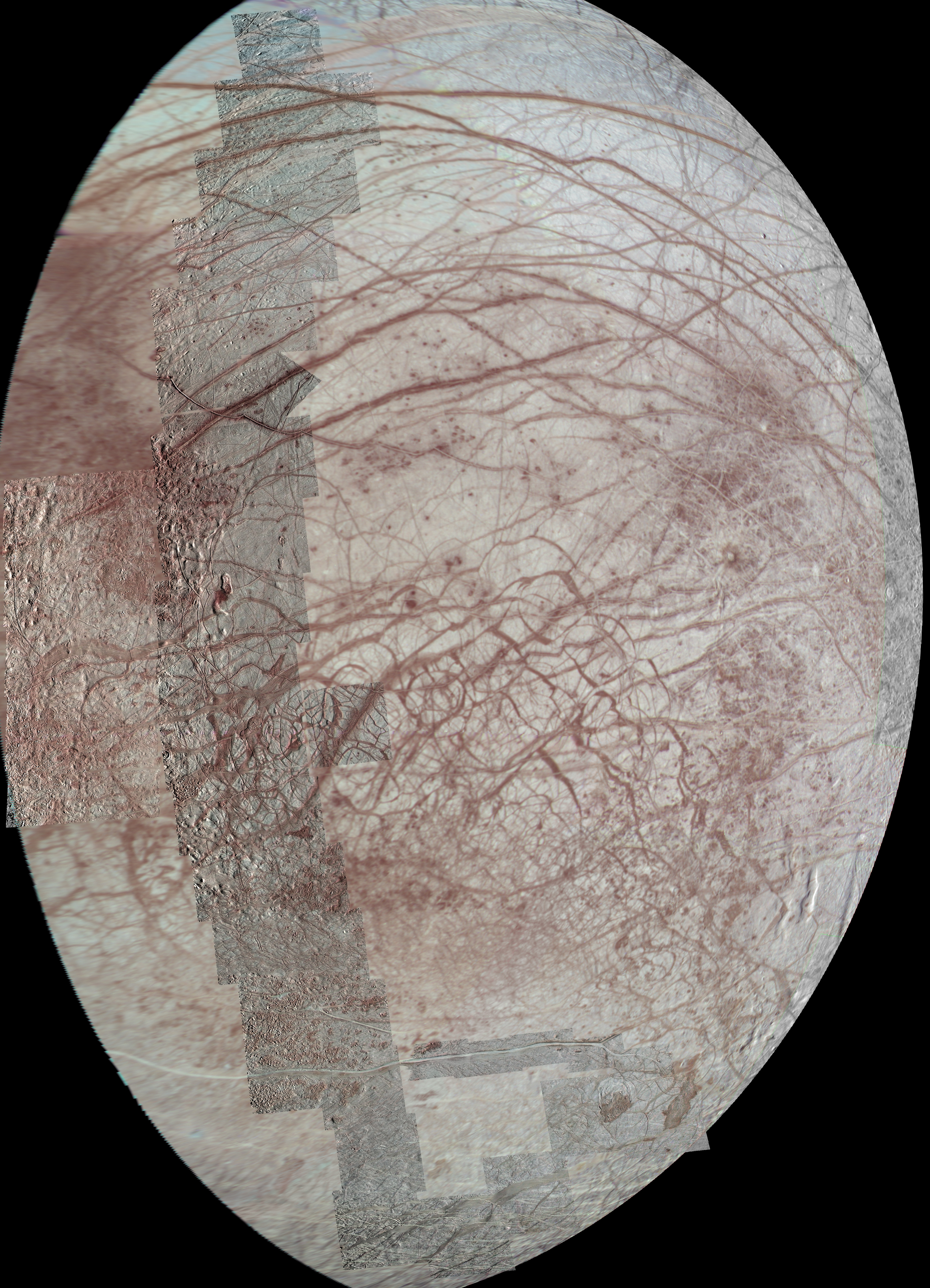
Multipli flyby di Europa della sonda Galileo ottennero i dati per questo mosaico

Europa è uno dei corpi del sistema solare dove potrebbe esistere vita microbica extraterrestre. Immediatamente dopo le scoperte della sonda Galileo il JPL ha studiato diverse missioni come il Jupiter Icy Moons Orbiter (da 16 miliardi di dollari), il Jupiter Europa Orbiter (da 4.3 miliardi) e una sonda multi-flyby: l'Europa Clipper.
Il costo previsto della missione, inizialmente di 2 miliardi di dollari, è salito a 5 miliardi di dollari nel 2022. Si tratta di un progetto tra l'Applied Physics Laboratory (APL) e il Jet Propulsion Laboratory (JPL).
Nel marzo 2013 vennero autorizzati 75 milioni di dollari per espandere il piano di missione e maturare gli obiettivi scientifici proposti, come raccomandato dal Planetary Science Decadal Survey del 2011. Nel maggio del 2014 la Casa Bianca aumentò il budget a disposizione per l'anno fiscale 2014 da 15 milioni a 100 milioni di dollari da spendere nel lavoro di pre-formulazione.
A seguito del ciclo elettivo del 2014, il supporto bipartitico si impegnò a continuare il finanziamento del progetto dell'Europa Multiple Flyby Mission, garantendo 30 milioni di dollari.
Nell'aprile del 2015 la NASA offrì all'Agenzia Spaziale Europea la possibilità di mandare concetti di una sonda addizionale da far volare assieme all'Europa Clipper. Poteva essere una semplice sonda, un proiettile o un lander, in uno schema di collaborazione simile a quello della Cassini-Huygens, missione riuscita con pieno successo.
Nel maggio 2015 la NASA scelse 9 strumenti da integrare a bordo dell'orbiter. Essi costeranno circa 110 milioni di dollari nei successivi 3 anni. Nel giugno 2015 l'agenzia spaziale americana annunciò l'approvazione del concetto di missione, facendo passare l'orbiter alla fase di formulazione approvando l'integrazione di un lander nel gennaio 2016, tuttavia questa opzione venne successivamente scartata perché ritenuta troppo rischiosa.
Nel febbraio 2017 la missione passò dalla fase A alla fase B, che prevedeva il disegno preliminare della missione. Il 7 marzo 2017 la NASA annunciò che il nome della missione era cambiato in Europa Clipper.

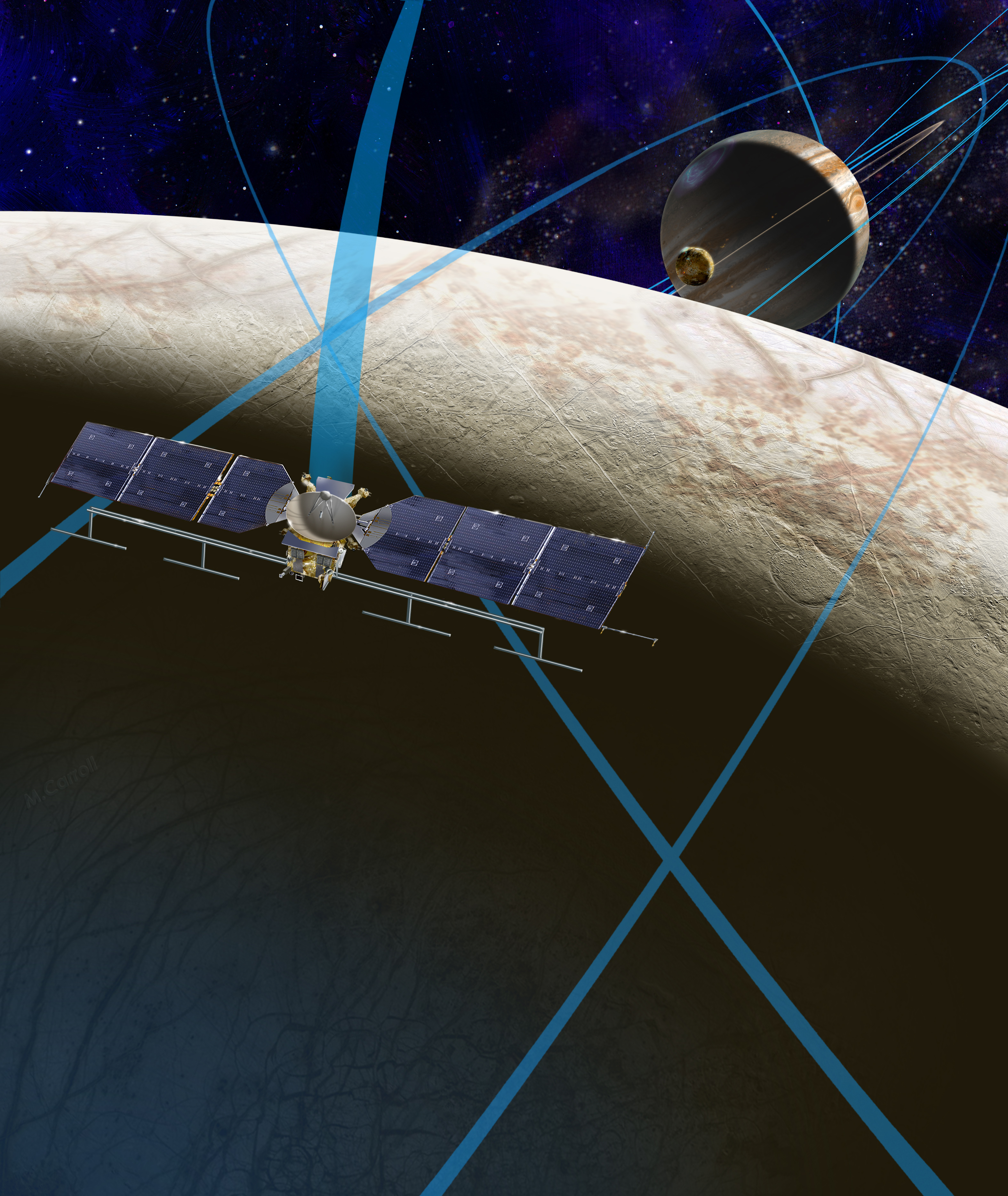
Illustrazione della sonda durante uno dei 45 sorvoli ravvicinati di Europa previsti dal piano di missione

## Obiettivi

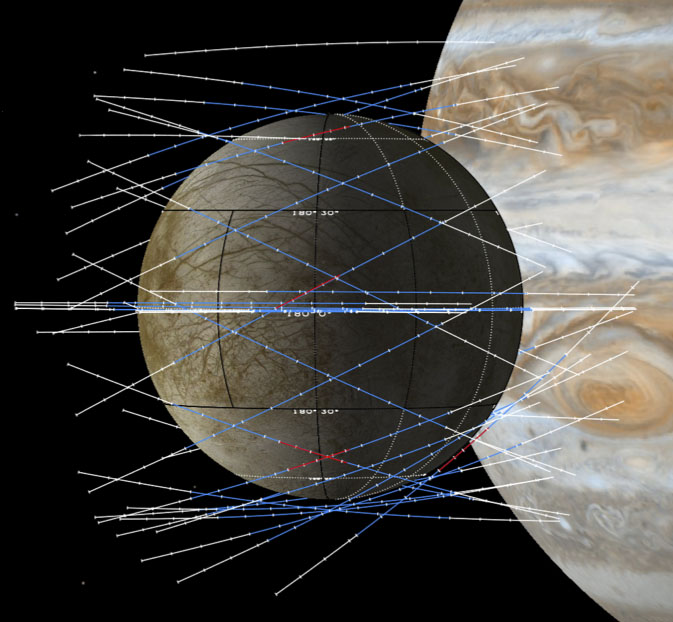
Le traiettorie che la sonda seguirebbe durante i sorvoli ravvicinati di Europa

Gli obiettivi di Europa Clipper consistono nell'esplorazione di Europa, investigando la sua abitabilità e aiutando nella selezione di un sito di atterraggio per un lander. Precisamente, gli obiettivi primari della missione sono:
- confermare l'esistenza di acqua sotto al ghiaccio e caratterizzarne la natura, con annessi processi di scambio con la superficie;
- analizzare la distribuzione e la chimica dei composti chiave, con relativi collegamenti con la composizione oceanica;
- comprendere la struttura e formazione della superficie, inclusi siti di recente o attuale attività.

### Strategia

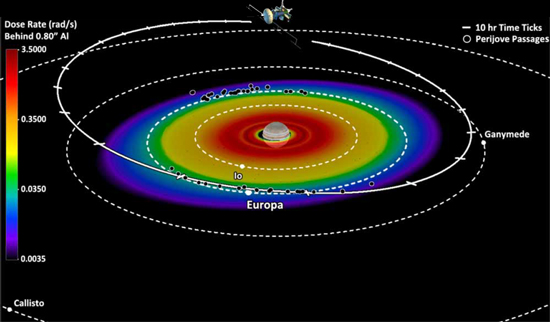
Un'ampia orbita gioviana con diversi fly-by di Europa minimizzerebbe l'esposizione alle radiazioni ed aumenterebbe la velocità di trasferimento dei dati

Siccome Europa si trova nel forte campo di radiazioni che circonda Giove, una sonda posizionata in un'orbita vicina funzionerebbe per appena un paio di mesi. Le radiazioni attorno a Europa sono 100 volte maggiore che attorno a Ganimede, e nonostante robuste protezioni di piombo attorno agli strumenti elettronici, esse danneggerebbero ben presto anche i pannelli solari, necessari per ricaricare le batterie. Un altro fattore chiave limitante per un orbiter di Europa non è il tempo che gli strumenti avrebbero a disposizione per eseguire le osservazioni, ma il tempo disponibile per trasmettere i dati a Terra. La maggior parte degli strumenti è capace infatti di eseguire misurazioni più velocemente rispetto alla trasmissione di dati dal sistema di telecomunicazioni data l'assenza di antenne a terra disponibili per ricevere i dati.
Studi da parte degli scienziati del Jet Propulsion Laboratory mostrano che facendo diversi sorvoli ravvicinati si avrebbero diversi mesi per rimandare i dati, e l'Europa Clipper permetterebbe una missione da 2 miliardi di dollari per condurre le più cruciali misurazioni del Jupiter Europa Orbiter, cancellato. In ciascuno dei fly-by la sonda avrebbe 7-10 giorni per trasmettere i dati ottenuti. Ciò permetterebbe alla stessa di trasmettere i dati fino a un anno dall'inserzione orbitale, comparati ai soli 30 giorni di un orbiter. Il risultato sarebbe l'invio di una quantità di dati 3 volte maggiore, riducendo l'esposizione alle radiazioni.
Per questi motivi Europa Clipper orbiterà attorno a Giove, conducendo 45 fly-by di Europa ad altitudini comprese tra i 25 e i 2700 km. Ogni sorvolo coprirebbe un diverso settore di Europa per ottenere una mappa topografica globale a media risoluzione della luna, incluso lo spessore del ghiaccio. Europa Clipper potrebbe anche sorvolare il satellite a basse altitudini attraverso pennacchi di vapore acqueo che eruttano dai geyser ghiacciati della luna, analizzando il suo oceano sotterraneo senza dover atterrare sulla superficie per poi doverne romperne il ghiaccio.
La sonda userebbe le tecnologie testate sugli orbiter Galileo e Juno, con particolare riguardo alla protezione dalle radiazioni, che sarà costituita da pareti in fogli di lega di alluminio e zinco dello spessore di 9,2 mm. Per massimizzare la sua operatività, l'elettronica verrà innestata nel nucleo della sonda.

## Caratteristiche tecniche

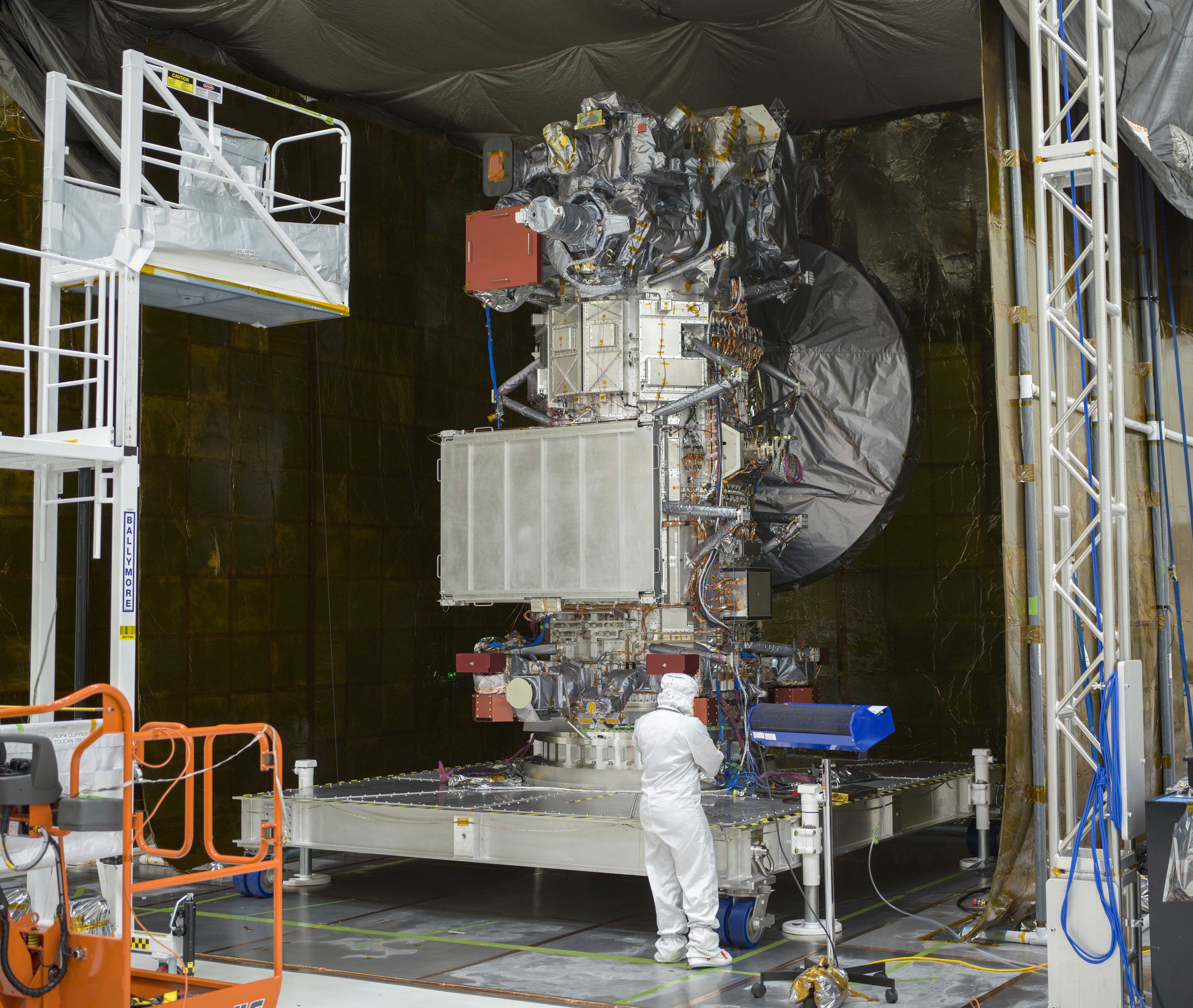
Europa Clipper con gli strumenti installati nella camera bianca del JPL (marzo 2024).

La massa al lancio di Europa Clipper è di circa sei tonnellate, all'incirca la stessa massa della Cassini-Huygens, la sonda più pesante lanciata nel sistema solare esterno fino al 2023, quando è partita la missione JUICE. Il serbatoio del propellente è progettato per trasportare 2750 kg, mentre 325 kg sono destinati agli strumenti scientifici.

### Alimentazione

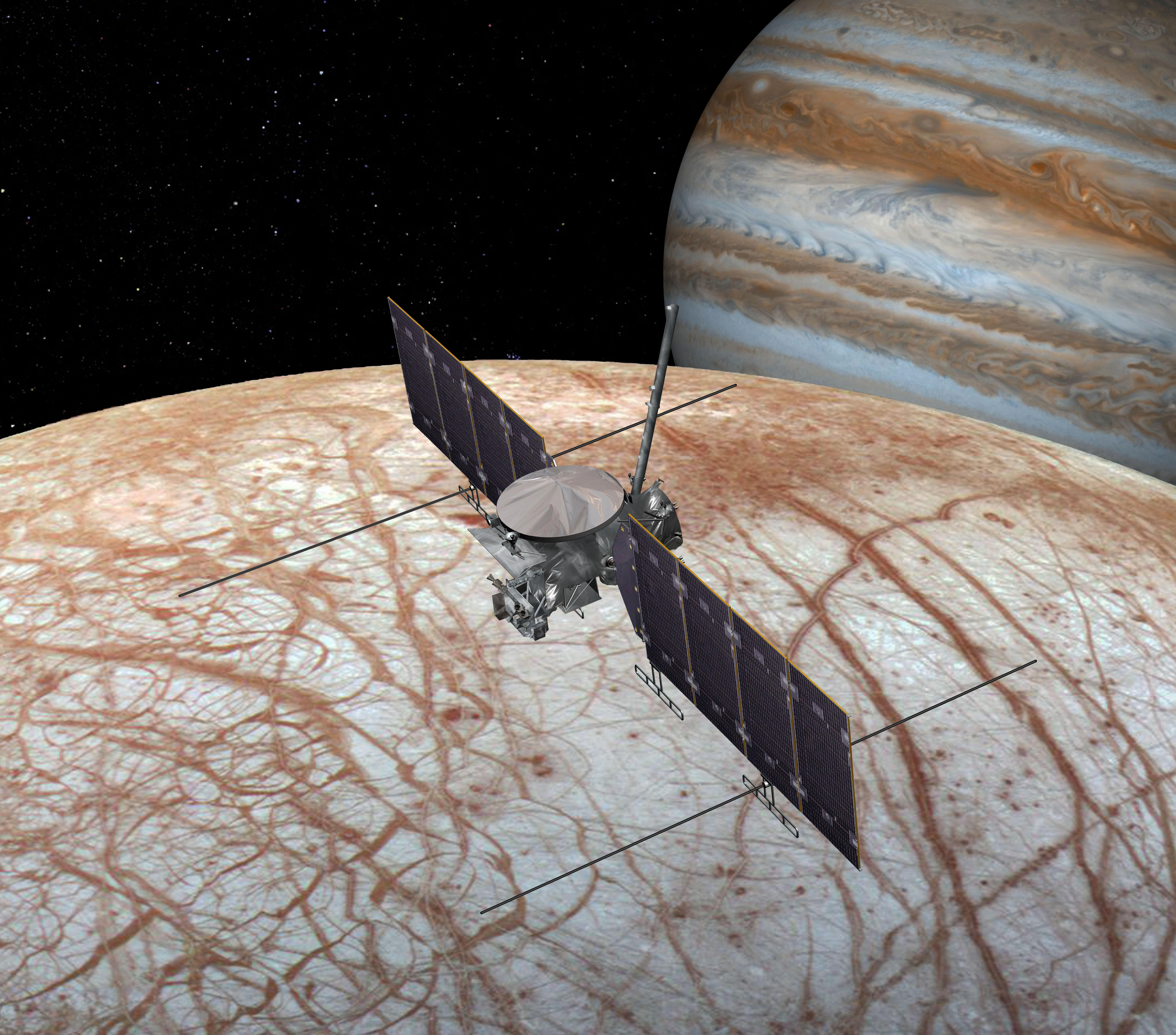
Disegno della sonda finale, alimentata da 2 bracci di pannelli solari ai suoi lati opposti

Sia i generatori termoelettrici a radioisotopi che i pannelli solari vennero proposti per alimentare il veicolo, ma nel settembre 2013 venne scoperto che i pannelli solari sarebbero stati l'opzione meno costosa. Le prime analisi suggerirono una superficie a pannello pari a 18 m2, producendo 150 W se continuativamente puntato verso il Sole durante le orbite gioviane. Invece, nell'ombra di Europa, le batterie permetteranno alla sonda di continuare ad ottenere dati. Tuttavia, la radiazione ionizzante può danneggiare i pannelli solari. L'orbita dell'Europa Clipper passerà attraverso l'intensa magnetosfera gioviana, che degraderà gradualmente i pannelli solari col progredire della missione.
L'alternativa ai pannelli solari era un Multi-Mission Radioisotope Thermoelectric Generator (MMRTG), alimentato da 238Pu. Questa sorgente di energia è la stessa usata nella missione del Mars Science Laboratory, e ne sono disponibili quattro unità, di cui una riservata per il Mars 2020 e un'altra di backup. Il 3 ottobre 2014 venne annunciato che per alimentare l'Europa Clipper erano stati scelti i pannelli solari. I progettisti della missione avevano determinato che, anche se la radiazione solare che giunge al sistema giovano è del 4% quella terrestre, i pannelli solari erano meno costosi del plutonio e più pratici. Nonostante il peso maggiore se comparato al MMRTG, la massa del veicolo è rimasta nei limiti accettabili.

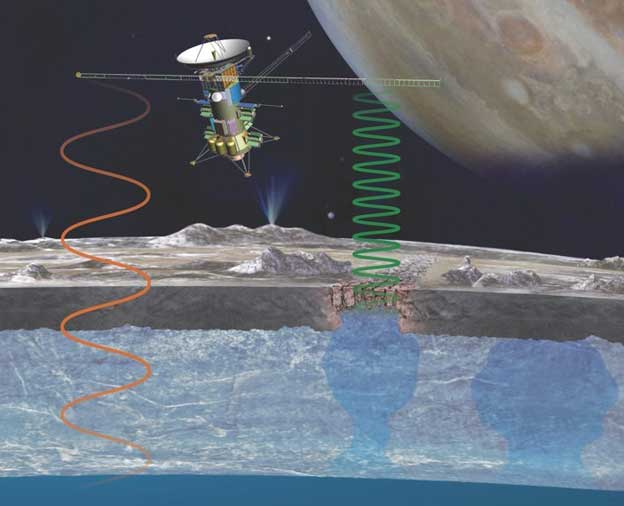
Immagine (in un concetto di Europa Clipper alimentato da un MMRTG) dello strumento REASON in azione per mappare lo strato di ghiaccio di Europa

### Strumenti scientifici
Il carico e la traiettoria della sonda sono soggette a cambiamenti col maturare del progetto della missione. I 9 strumenti scientifici dell'orbiter, annunciati a maggio 2015, hanno una massa totale stimata di 82 kg. Sotto sono elencati i 9 strumenti più il magnetometro ICEMAG, sostituito successivamente da un magnetometro più semplice e meno costoso:

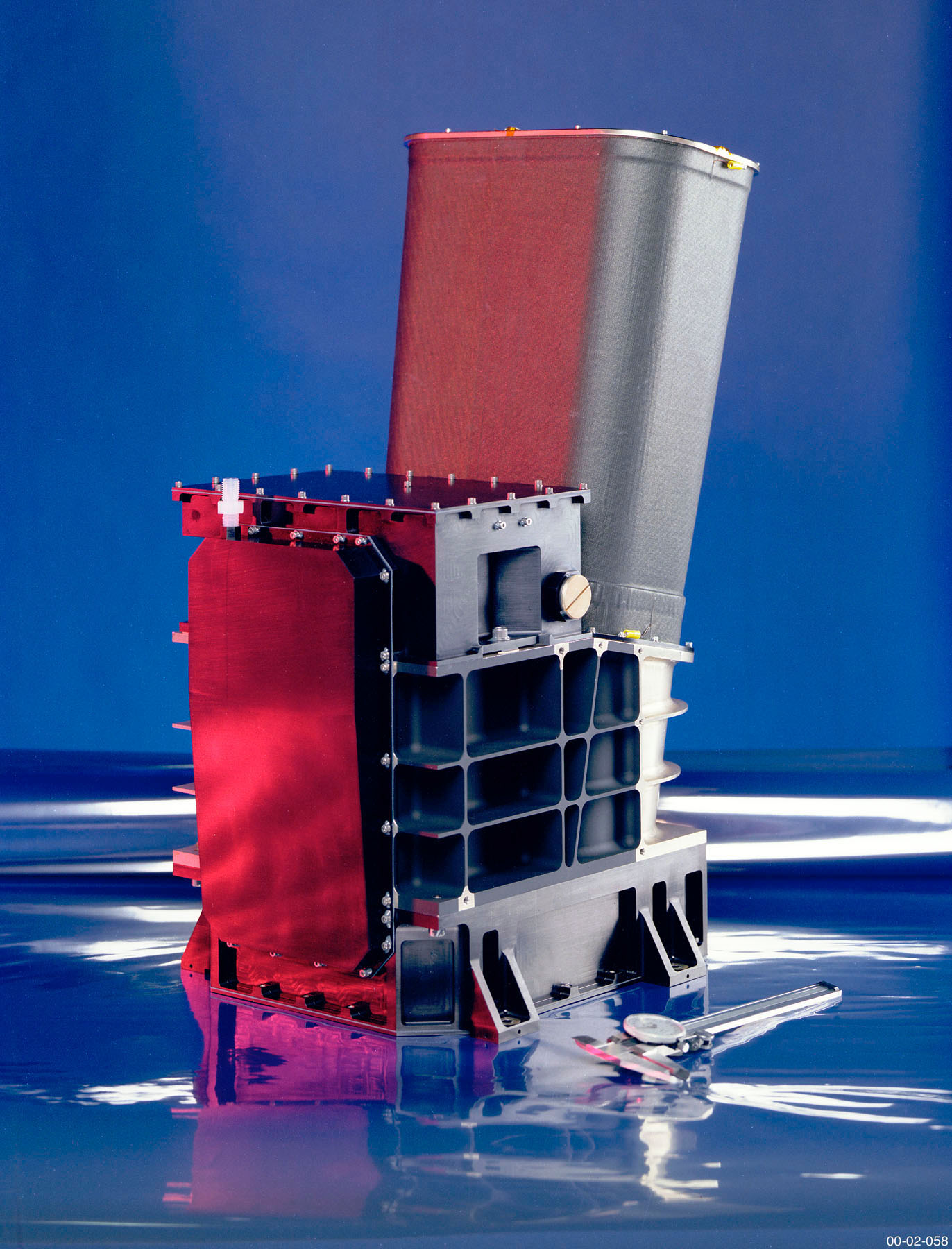
Lo strumento THEMIS usato sul 2001 Mars Odyssey, molto simile a quello utilizzato nellEuropa Clipper

- E-THEMIS - Europa-Thermal Emission Imaging System - Lo strumento fornirà fotografie multi-spettrali ad alta risoluzione e ampia spazialità, nel medio e lungo infrarosso, aiutando a rilevare siti attivi come, per esempio, sfiati eruttanti pennacchi di acqua nello spazio. Questo strumento è derivato dal Thermal Emission Imaging System (THEMIS) a bordo del 2001 Mars Odyssey[44] - Principal investigator: Philip Christensen, Arizona State University
- MISE - Mapping Imaging Spectrometer for Europa - Lo strumento fotograferà nella banda dell'infrarosso vicino per sondare la composizione superficiale di Europa, identificando e mappando la distribuzione di composti organici, sali, idracidi, ghiaccio e altri materiali che potrebbero determinare l'abitabilità dell'oceano del satellite. Da queste misurazioni gli scienziati assoceranno la composizione della superficie di Europa all'abitabilità del suo oceano.[45][46] Il MISE è costruito in collaborazione con l'Applied Physics Laboratory (APL) - Principal investigator: Diana Blaney, Jet Propulsion Laboratory
- EIS - Europa Imaging System - Lo strumento è una fotocamera nel visibile ad angolo ampio e stretto che mapperà la maggior parte della superficie di Europa a 50 m di risoluzione. L'EIS è composto da 2 strumenti: la Narrow-Angle Camera (NAC) e la Wide-Angle Camera (WAC). La NAC, derivata dalla LORRI della sonda New Horizons, avrà un campo visivo (FOV) di 2,3° x 1,2°, ottenendo immagini ad una risoluzione di 0,5 m/px da un'altezza di 50 km.[47][48] La WAC, derivata dal MDIS della sonda Messenger, ha un FOV di 48° x 24° ed è progettata per acquisire scansioni stereoscopiche durante sorvoli ravvicinati presso la superficie. Da un'altitudine di 50 km la WAC otterrà immagini con una scala di 11 pixel a 44 km, generando mappe topografiche da 32x44 m di precisione. Questi dati supporteranno anche la caratterizzazione della confusa superficie per l'interpretazione dei sondaggi radar bassi e profondi[47][48] - Principal investigator: Elizabeth Turtle, Applied Physics Laboratory
- UVS - Ultraviolet Spectrograph/Europa - Lo strumento sarà capace di individuare piccoli pennacchi e fornirà dati preziosi riguardanti la composizione e la dinamica dell'esosfera della luna. Il principal investigator faceva parte del gruppo che scoprì i pennacchi eruttanti su Europa usando l'Hubble Space Telescope nello spettro dell'ultravioletto - Principal investigator: Kurt Retherford, Southwest Research Institute
- REASON - Radar for Europa Assessment and Sounding: Ocean to Near-surface[49][50] - Lo strumento è un radar a doppia frequenza penetrante nel ghiaccio progettato per caratterizzare e sondare la crosta ghiacciata di Europa, rivelando la struttura nascosta del guscio di ghiaccio della luna e le sue potenziali sacche di acqua interne. Lo strumento verrà costruito dal JPL[45][49] - Principal investigator: Donald Blankenship, Università del Texas
- ICEMAG - Interior Characterization of Europa using Magnetometry - Lo strumento, un magnetometro avrebbe dovuto misurare il campo magnetico vicino a Europa, tuttavia a causa del costo elevato è stato cancellato dalla missione.[51]
- ECM - Europa Clipper Magnetometer - Sostituirà lo strumento ICEMAG per caratterizzare i campi magnetici intorno a Europa. Studiando la forza e l'orientamento del campo magnetico di Europa su più passaggi ravvicinati, gli scienziati sperano di poter confermare l'esistenza dell'oceano sotterraneo di Europa, oltre a caratterizzare lo spessore della sua crosta ghiacciata e misurare la profondità e la salinità dell'acqua.[52]

Il Plasma Instrument for Magnetic Sounding (PIMS): sono raffigurati i sensori a coppa di Faraday e gli alloggiamenti degli strumenti assemblati in due configurazioni. A sinistra è raffigurato l'hardware in configurazione di volo, con coperte termiche isolanti installate; sulla destra una configurazione di prova che protegge l'hardware sensibile per il trasporto.

- PIMS - Plasma Instrument for Magnetic Sounding[54][55] - Lo strumento misurerà il plasma che circonda Europa per caratterizzare i campi magnetici generati dalle correnti plasma. Queste ultime mascherano la reazione di induzione del campo magnetico con l'oceano sotto la superficie della luna. Si tratta di un elemento chiave per determinare le caratteristiche dello strato di ghiaccio di Europa. Il PIMS sonderà anche i meccanismi responsabili degli agenti atmosferici e del rilascio di materiali dalla superficie del satellite nell'atmosfera e nella ionosfera come anche capire l'influenza di Europa sul suo ambiente locale e sulla magnetosfera gioviana - Principal investigator: Joseph Westlake, Applied Physics Laboratory.
- MASPEX - MAss SPectrometer for Planetary EXploration/Europa - Lo strumento determinerà la composizione della superficie e dell'oceano sottostante misurando l'estremamente tenue atmosfera di Europa e ogni materiale superficiale espulso nello spazio. Il principal investigator aveva precedentemente collaborato al Neutral Mass Spectrometer (INMS) a bordo della Cassini-Huygens - Principal investigator: Jack Waite, Southwest Research Institute
- SUDA - SUrface Dust Mass Analyzer - Lo strumento misurerà la composizione delle piccole particelle solide espulse da Europa, offrendo l'opportunità di campionare direttamente la superficie e i potenziali pennacchi in fly-by a bassa altitudine. Lo strumento è anche capace di identificare tracce di materiali organici ed inorganici nel ghiaccio espulso[56] - Principal investigator: Sascha Kempf, Università del Colorado Boulder

### Proposte di sonde addizionali

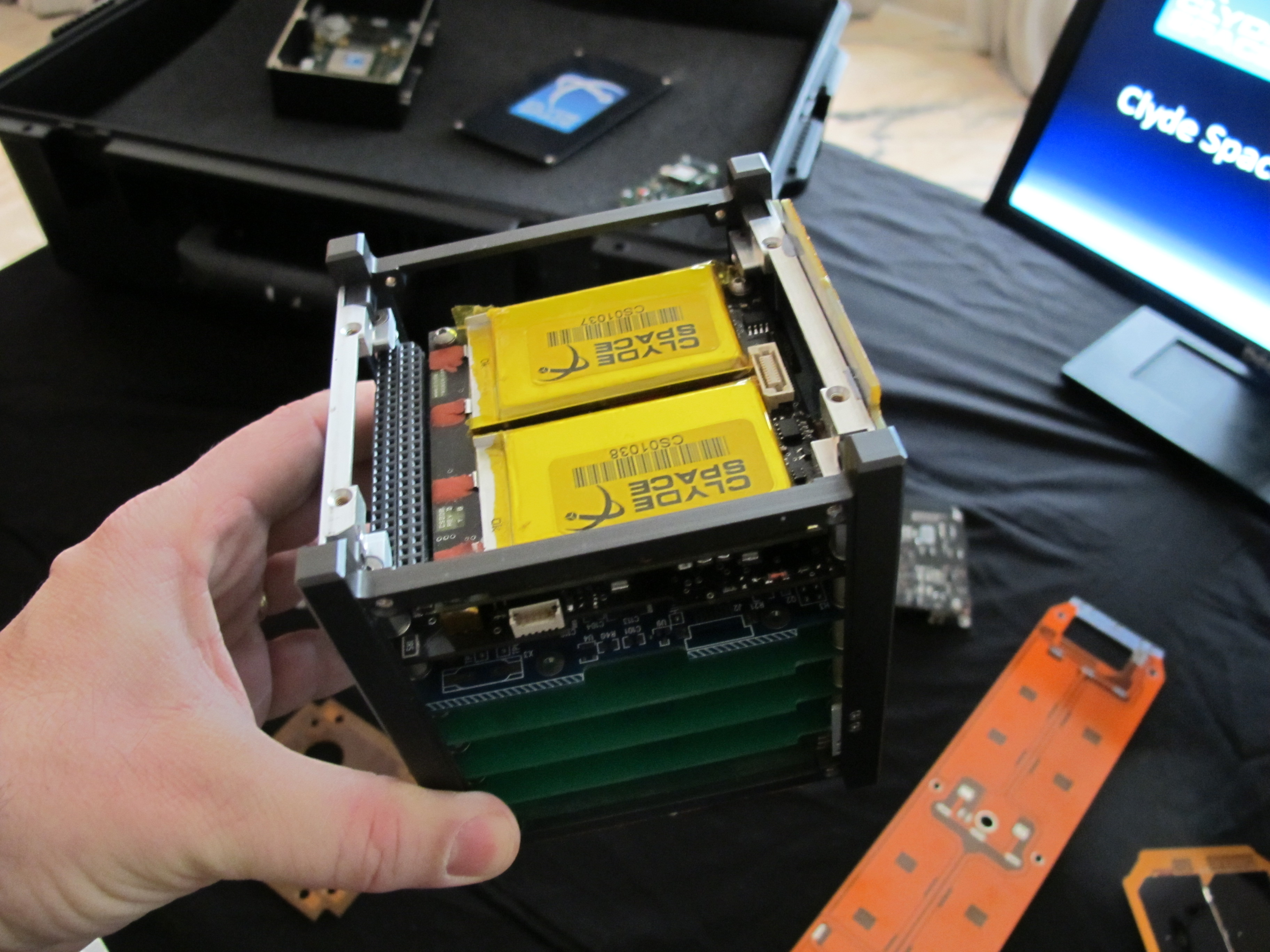
L'1U CubeSat è un cubo di lato 10 cm

#### Nanosatelliti
Siccome la missione Europa Clipper potrebbe non essere capace di modificare facilmente la propria traiettoria orbitale o altitudine per volare attraverso sporadici episodi di pennacchi d'acqua, gli scienziati e gli ingegneri hanno proposto il dispiegamento dal veicolo spaziale di diversi satelliti miniaturizzati del tipo CubeSat, possibilmente alimentati da propulsori ionici, per volare attraverso i pennacchi e stabilire l'abitabilità dell'oceano sotto la superficie di Europa. Alcune proposte iniziali includevano il Mini-MAGGIE, il DARCSIDE e il Sylph. L'Europa Clipper ripeterebbe i segnali dai nanosatelliti a Terra. Muniti di propulsione, alcuni nanosatelliti sarebbero anche in grado di entrare in orbita attorno ad Europa. Questi concetti sono stati finanziati per studi preliminari, ma nessuno è stato preso in considerazione per lo sviluppo o il volo dell'hardware.

#### Biosignature Explorer for Europa
La NASA aveva anche valutato il rilascio di una sonda addizionale di 250 kg chiamata Biosignature Explorer for Europa (BEE), equipaggiata con un basilare motore a razzo bipropellente e propulsori a gas freddo, per essere più agile e reattiva su Europa durante il campionamento e l'analisi dei pennacchi di acqua, alla ricerca di segni biologici prima di essere distrutta dalla radiazione. La BEE sarebbe stata equipaggiata con uno spettrometro di massa collaudato, combinato con un separatore cromatografico dei gas. Avrebbe trasportato anche una fotocamera di all'ultravioletto assieme a fotocamere nell'infrarosso vicino e in luce visibile per fotografare le regioni attive con una risoluzione migliore di quella della sonda madre. La sonda sarebbe volata a un'altitudine tra 2 e 10 km, per poi eseguire un rapido allontanamento eseguendo le sue analisi lontano dalle cinture di radiazione.

### Lander integrato
Un concetto iniziale dell'Europa Clipper prevedeva un piccolo lander di circa 1 m di diametro, forse pesante 230 kg con un carico scientifico massimo di 30 kg. Gli strumenti suggeriti erano uno spettrometro di massa e uno spettrometro Raman per determinare la chimica della superficie. Il lander sarebbe stato inviato su Europa dalla sonda principale e avrebbe bisogno di un sistema di gru per un atterraggio preciso e soffice, vicino ad una regione attiva. Il lander avrebbe operato per circa 10 giorni sulla superficie usando batterie. L'Europa Clipper impiegherebbe circa tre anni per visualizzare il 95% della superficie di Europa a circa 50 metri per pixel e, con questi dati, gli scienziati avrebbero potuto trovare un sito di atterraggio adatto. Secondo una stima, l'inclusione di un lander avrebbe aggiunto fino a 1 miliardo di dollari al costo totale della missione.

#### Lancio separato

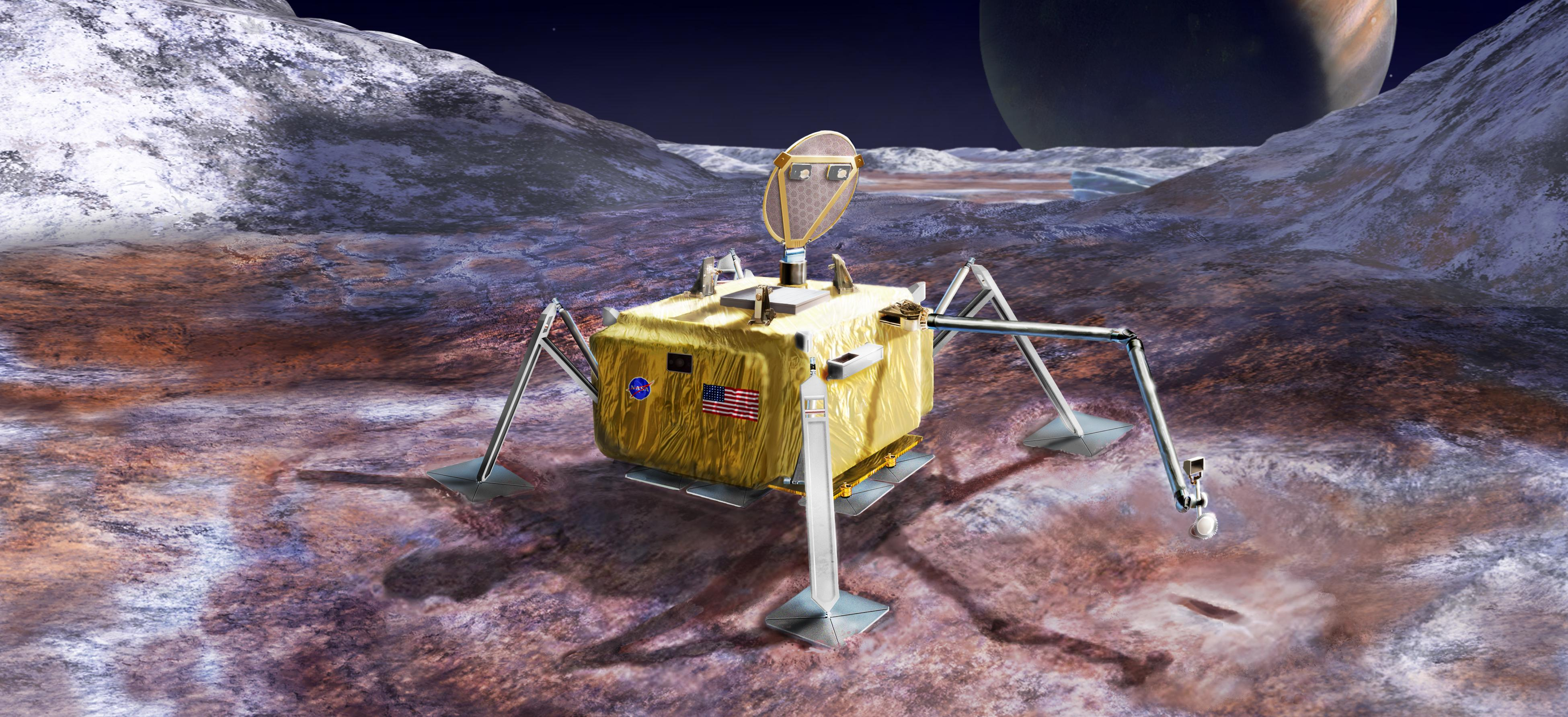
Immagine artistica dellEuropa Lander sulla superficie di Europa, come concepito nel 2017.

Infine il desiderio del lander aumentò fino al punto di diventare una missione a parte: l'Europa Lander. Questa missione sarebbe stata una sonda lanciata separatamente costruita sulla base della missione dell'Europa Clipper. Precedentemente la NASA aveva valutato un lander attaccato all'Europa Clipper, ma il forte supporto al Congresso portò alla separazione dell'intera missione nel 2016. Tuttavia il passaggio all'amministrazione Trump portò al taglio dei fondi alla missione, assieme alla ARM e a 4 missioni di scienze della Terra, focalizzando le attività nel Sistema Solare esterno sull'Europa Clipper, previsto per il lancio nel 2022 a bordo del secondo volo dello Space Launch System, in preparazione per il lander pianificato in un momento successivo.
Le proposte di bilancio federale per il 2018 e il 2019 non hanno finanziato l'Europa Lander, ma hanno assegnato 195 milioni di dollari per studi concettuali.

## Panoramica della missione

### Lancio

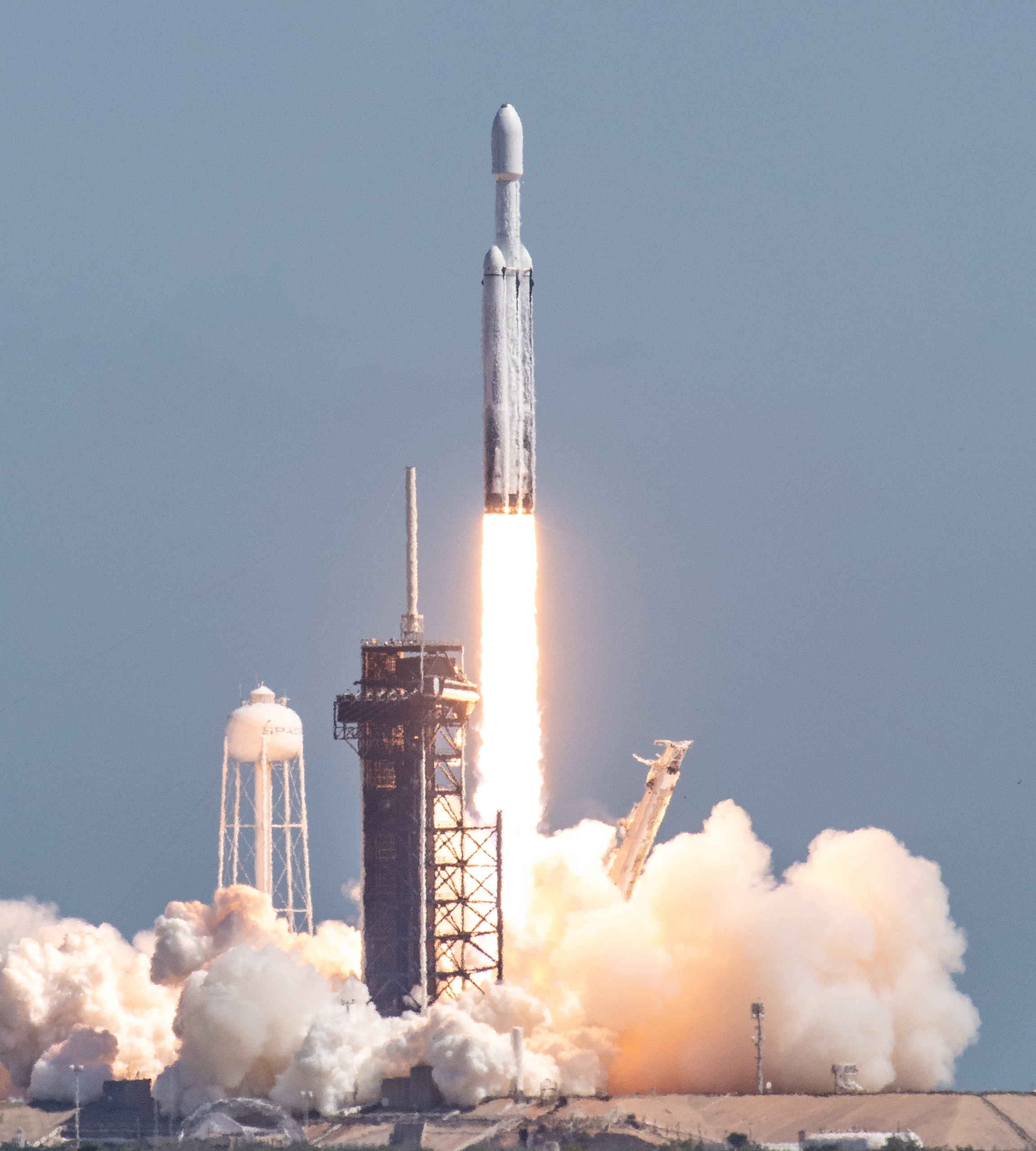
Il lancio di Europa Clipper dal Kennedy Space Center, il 14 ottobre 2024.

Inizialmente era previsto il lancio dell'Europa Clipper con lo Space Launch System (SLS) della NASA, che sarebbe potuto arrivare da Giove con una traiettoria diretta in meno di 3 anni. Tuttavia la scarsa disponibilità per i primi anni 2020 di vettori SLS, il cui utilizzo è previsto principalmente per il programma Artemis, ha portato la stessa NASA a chiedere al Congresso di effettuare una selezione per lanciare la sonda con un vettore commerciale, anche in considerazione del fatto che ciò avrebbe comportato un risparmio di 2 miliardi di dollari solo per il lancio. Un altro svantaggio di lanciare una sonda pesante ma molto sofisticata come Europa Clipper con lo Space Launch System era il timore che le forti vibrazioni generate da un razzo a combustibile solido (come l'SLS) avrebbero potuto danneggiare i sofisticati strumenti della sonda robotica.
Nel 2021 la NASA ha infine scelto di lanciare Europa Clipper con il Falcon Heavy di SpaceX. Per far guadagnare velocità alla sonda nel suo viaggio verso il sistema gioviano verrà sfruttata l'assistenza gravitazionale di Marte nel febbraio 2025 e della Terra nel gennaio 2026. L'inserzione in orbita attorno a Giove è prevista per aprile 2030.

### Arrivo nel sistema gioviano
Una volta giunta nel sistema di Giove, la sonda utilizzerà il suo propulsore principale per ridurre la velocità e inserirsi in un'orbita circolare attorno al gigante gassoso. Utilizzando l'assistenza gravitazionale di Ganimede impiegherà circa un anno per regolare la sua orbita in modo che la sonda esegua un sorvolo ravvicinato di Europa ogni volta che completa un giro attorno a Giove su un'orbita altamente ellittica. I sorvoli di Ganimede così come di Callisto consentiranno osservazioni scientifiche, tuttavia queste lune non sono gli obiettivi principali della missione. La missione principale ha una durata di 4 anni e prevede circa 50 sorvoli ravvicinati di Europa (il più vicino dei quali a 25 km dalla superficie), ciascuno con una diversa angolazione, in modo da mappare quasi l'intera superficie ad alta risoluzione. Per due anni, da maggio 2031 a maggio 2033, la sonda sorvolerà l'emisfero opposto a Giove, mentre dal maggio 2033 i sorvoli mapperanno l'emisfero rivolto verso il gigante gassoso.